# Hideaki Kitadžima
Hideaki Kitadžima (japonsko 北嶋 秀朗), japonski nogometaš, * 23. maj 1978 in trener.
Za japonsko reprezentanco je odigral tri uradne tekme.